# Dianne Kasnic Prinz
Dianne Kasnic (Economy, Pensilvania; 29 de septiembre de 1938-Arlington, Virginia; 12 de octubre de 2002) fue una astronauta estadounidense. Es conocida por ser parte tripulación de reserva en la misión STS-51-F de la NASA como especialista de la carga.

## Biografía
Nació el 19 de septiembre de 1938 en Economy, Pensilvania, creció en una granja en el suroeste de Pensilvania, hija de Joseph J. Kasnic, un trabajador del acero y agricultor a tiempo parcial, y Anna M. Kosyrich Kasnic, ama de casa, maestra a tiempo parcial, artista y músico. obtuvo su licenciatura en la Universidad de Pittsburgh en 1960 y un doctorado en Física de la Universidad Johns Hopkins en 1967, también fue Investigadora asociada en el departamento de física de la Universidad de Maryland de 1967 hasta 1971 y fue investigadora en el Laboratorio de Investigación Naval (NRL) desde 1971 hasta su jubilación en febrero del 2001, en el momento de su jubilación era Jefa de la Sección de Radiación Solar, y supervisaba el trabajo de un equipo de científicos que operaba el experimento SUSIM (Monitor de Irradiancia Solar Ultravioleta) en la nave espacial UARS.
Dianne fue miembro de la Academia de Ciencias de Washington (elegida en 1976) y además se desempeñó como Vicepresidenta de la Sección de la Capital Nacional de la Optical Society of America en 1976 también fue parte de Sociedad Astronómica Estadounidense y su División de Física Solar, la Unión Geofísica Estadounidense y la sociedad Sigma Xi. Al principio de su carrera en NRL, Dianne desarrolló una carga útil de cohete con sonda de espectroheliógrafo Lyman alfa. Lanzado en White Sands Missile Range en 1972, obtuvo imágenes solares de disco completo de alta resolución espacial, colaboró con los científicos Robert Meier y Phillip Mange en el análisis de algunos de las primeras observaciones satelitales de percepción remota de la atmósfera y la ionosfera. Ese trabajo sentó las bases para muchos programas futuros de clima espacial de la NASA y el Departamento de Defensa de Estados Unidos, y a lo largo de los años continuó participando en el diseño de instrumentos de percepción remota atmosférica.

### Trabajo en la NASA
En 1978, Dianne fue seleccionada por la NASA para entrenar como astronauta especialista en carga útil para operar los instrumentos solares que iban a volar en la misión Spacelab 2 a bordo del transbordador espacial. De un grupo de cuatro en entrenamiento (los otros eran los doctores John-David F. Bartoe, Loren Acton y George Simon), Bartoe y Acton fueron seleccionados y volaron en la misión Spacelab 2 en 1985, cuando Dianne se desempeñó como comunicadora de la misión con los especialistas en carga útil. Ella y Simon debían volar en un segundo vuelo de seguimiento planeado, pero las secuelas de la explosión del transbordador espacial Challenger poco después llevaron a la cancelación y al final de esta fase de su carrera. Dianne fue miembro del equipo que desarrolló los requisitos para un nuevo instrumento para monitorear con precisión, durante muchos años, la irradiancia ultravioleta solar, que se sabía que variaba considerablemente y es una entrada crucial para muchos procesos en la atmósfera superior de la Tierra. Fue fundamental superar el desafío de mantener la calibración absoluta de un espectrómetro ultravioleta.
El SUSIM, fue volado primero en un primer vuelo del Transbordador Espacial (STS-3) y luego en la misión Spacelab 2 de la NASA, para la que se había entrenado como astronauta especialista en cargas útiles. A continuación, se revisó el diseño del SUSIM para un vuelo a largo plazo a bordo del satélite de investigación de la atmósfera superior (UARS). Después del lanzamiento en 1991 del UARS, dirigió el equipo de que conducía las operaciones de vuelo del UARS y desarrolló el software de análisis de datos. Después de la muerte de Guenter Brueckner, se convirtió en la Investigadora Principal del SUSIM del UARS.

## Distinciones
- Premio al Mérito de la Marina por Logros Grupales (1985)
- Premio al Logro del Grupo de Servicio Público de la NASA (1987)
- Premio al Servicio Civil Meritorio de la Marina (2001)